# Hercostomus libanicola
Hercostomus libanicola är en tvåvingeart som beskrevs av Octave Parent 1933. Hercostomus libanicola ingår i släktet Hercostomus och familjen styltflugor.
Artens utbredningsområde är Libanon. Inga underarter finns listade i Catalogue of Life.